# 阿巴雷
阿巴雷是巴西巴伊亚州的一个市镇。总面积1693.69平方公里，总人口14133人，人口密度8.3人/平方公里。